# Ronny (film 1931 Le Bon)
Ronny è un film del 1931 diretto da Roger Le Bon e Reinhold Schünzel. È la versione francese di Ronny, una commedia musicale tedesca firmata sempre da Schünzel che, a parte Käthe von Nagy nel ruolo della protagonista, aveva un cast totalmente differente.

## Produzione
Il film fu prodotto dall'Universum Film (UFA).

## Distribuzione
Fu distribuito da L'Alliance Cinématographique Européenne (ACE). In Italia, lo distribuì l'UFA in una versione di 1.853 metri dopo aver ottenuto il 31 dicembre 1932 il visto di censura numero 27528.